# La Troncal (kanton)
La Troncal – kanton w Ekwadorze, w prowincji Cañar. Stolicą kantonu jest La Troncal.